# وزارة المالية (أرمينيا)

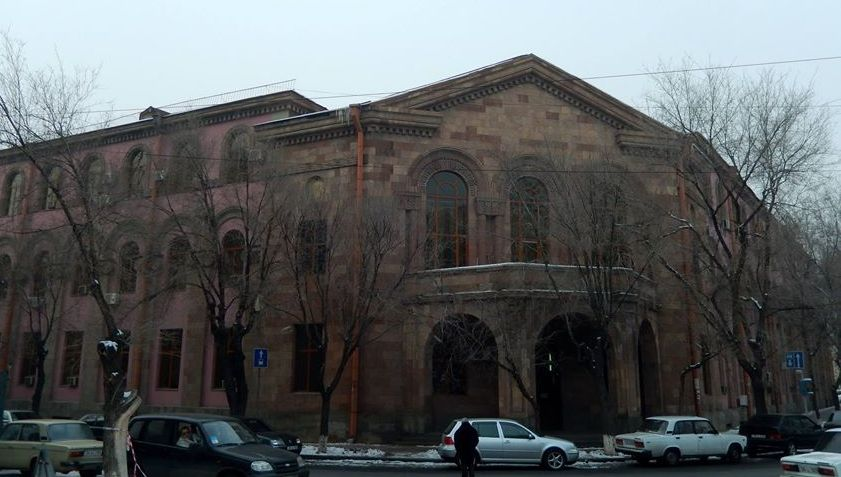
مقر وزارة المالية الأرمنيَّة

وزارة المالية في أرمينيا (بالأرمنية: Հայաստանի Ֆինանսների նախարարություն)‏ هي هيئة وزارة ذات سلطة تنفيذية، تضع وتنفذ سياسات حكومة جمهورية أرمينيا في مجالات تحصيل الإيرادات المالية وإدارة المالية العامة.

## قائمة الوزراء

### جمهورية أرمينيا الأولى
- خاتشاتور كارشيكيان (1918/07/06-1918/04/11)
- أرتاش إنفياجيان (1918/04/11-1919/06/24)
- غريغور جاغيتيان (24.06.1919-05.08.1919)
- سارجيس أراراتيان (1919/08/10-1920/05/05)
- أبراهام غيولخاندانيان (05.05.1920-23.11.1920)
- همباردزوم ترتيريان (1920/11/25-1920/02/1920)

المصدر:

### جمهورية أرمينيا
- يانيك يانويان (18.09.1990-16.02.1993)
- ليفون بارخوداريان (1993-1997)
- أرمين داربينيان (15.05.1997-10.04.1998)
- إدوارد ساندويان (20.04.1998-15.06.1999)
- ليفون بارخوداريان (15.06.1999-11.11.2000)
- فاردان خاتشاتريان (11 نوفمبر 2000-09 أبريل 2008)
- تيغران دافتيان (21.04.2008-17.12.2010)
- فاشي جابرييليان (17.12.2010-09.04.2013)
- ديفيد سركسيان (09.05.2013-26.04.2014)
- جاجيك خاتشاتريان (26.04.2014-20.09.2016)
- فارتان أراميان (20.09.2016-12.05.2018)
- أتوم جانجوغازيان (12.05.2018-02.08.2021)
- تيغران خاتشاتريان (02.08.2021-)

المصدر:

## روابط خارجية
- الموقع الرسمي لوزارة المالية الأرمنيَّة